# India Allen
India Allen (ur. 1 czerwca 1965 w Portsmouth w stanie Wirginia) – amerykańska modelka i aktorka. 

## Kariera i życie prywatne
W grudniu 1987 pojawiła się na okładce magazynu Playboy jako Playmate Miesiąca, a rok później została okrzyknięta przez ten sam magazyn tytułem Playmate Roku (Playmate of the Year). Allen pojawiała się również w filmach wideo produkowanych przez Playboy Entertainment Group.
We wrześniu 1988 poślubiła dziennikarza sportowego Billa Macatee, z którym doczekała się córki Caitlin (ur. 1989). W 1996 zeznawała jako świadek podczas procesu karnego O.J. Simpsona. Allen zeznała przed sądem, że widziała jak Simpson uderzył swoją ówczesną żonę Nicole Brown Simpson w 1983 roku, kiedy Allen była zatrudniona w szpitalu weterynaryjnym w Beverly Hills w Kalifornii.

## Wybrana filmografia
- 1992 – Akademia piękności jako Modelka
- 1993 – Dziki kaktus jako Alexandria 'Alex' Marcus
- 1994 – Pamela 2: Uwiedź mnie jako Elaine
- 1994 – Świadek koronny jako Sheila
- 1994 – Siła odwetu jako Policjantka
- 2002 – Tatuaż. O miłości inaczej jako Dziewczyna